# Terra de Trives
Die Comarca Terra de Trives (spanisch Tierra de Trives) ist eine der zwölf Comarcas der spanischen Provinz Ourense in der Autonomen Gemeinschaft Galicien.

## Lage
Das Gebiet der Comarca liegt nordwestlich des Zentrums der Provinz Ourense und grenzt dort an folgende Provinz Galiciens und an Comarcas innerhalb der Provinz Ourense:
|                   | Provinz Lugo                                |            |
| Terra de Caldelas | Kompassrose, die auf Nachbargemeinden zeigt | Valdeorras |
|                   | Verín                                       | Viana      |

## Gliederung
Die Comarca umfasst vier Gemeinden (spanisch Municipios; galicisch Concello) mit einer Gesamtfläche von 431,71 km², was 5,94 % der Fläche der Provinz Ourense und 1,46 % der Fläche Galiciens entspricht.
| Gemeinde                | Einwohner (2024) | Fläche km² | Dichte Einw./km² | Cod INE | Postleitzahl       |
| ----------------------- | ---------------- | ---------- | ---------------- | ------- | ------------------ |
| Chandrexa de Queixa     | 478              | 171,81     | 3                | 32029   | 32786              |
| Manzaneda               | 798              | 114,59     | 7                | 32044   | 32375, 32781–32785 |
| A Pobra de Trives       | 1.968            | 84,17      | 23               | 32063   | 32780              |
| San Xoán de Río         | 518              | 61,14      | 8                | 32070   | 32770              |
| Comarca Terra de Trives | 3.762            | 431,71     | 9                | –       | –                  |